# Mala Gorana
Mala Gorana (cyr. Мала Горана) – wieś w Czarnogórze, w gminie Bar. W 2011 roku liczyła 137 mieszkańców.